# Albanische Basketballnationalmannschaft
Die albanische Basketballnationalmannschaft repräsentiert Albanien bei Basketball-Länderspielen der Herren, etwa bei internationalen Turnieren und bei Freundschaftsspielen.
Das Team konnte sich bisher nicht für Olympische Spiele oder Weltmeisterschaften qualifizieren. An Europameisterschaft nahm es zweimal teil.

## Geschichte
Der Basketball in Albanien entwickelte sich auch bedingt durch den Zweiten Weltkrieg nur langsam. Im Jahre 1946 gründete sich die Federata Shqiptare e Basketbollit als nationaler Basketballverband. Ein Jahr später erfolgte der Beitritt zur FIBA. 
In diesem Jahr startete die albanische Nationalmannschaft auch erstmals in einer Europameisterschaft, in der man jedoch alle sechs Spiele der Vorrunde verlor und ausschied. Bei der zweiten Teilnahme im Jahr 1957 verlor man erneut alle Spiele. Folglich spielte Albanien noch diverse Qualifikationsrunden, in denen man sich aber nicht für eine Endrunde qualifizieren konnte.

## Abschneiden bei internationalen Wettbewerben
| - noch nie qualifiziert |  | - noch nie qualifiziert |

### Europameisterschaften
| - bis 1947 – nicht qualifiziert - 1947 – 14. Platz - 1949 bis 1955 – nicht qualifiziert - 1957 – 16. Platz - 1959 bis 2022 – nicht qualifiziert |

## Bekannte Spieler
- Edi Rama, der aktuelle Ministerpräsident Albaniens, spielte in den späten 1980er Jahren im Team.[1]